# Реки Пермского края

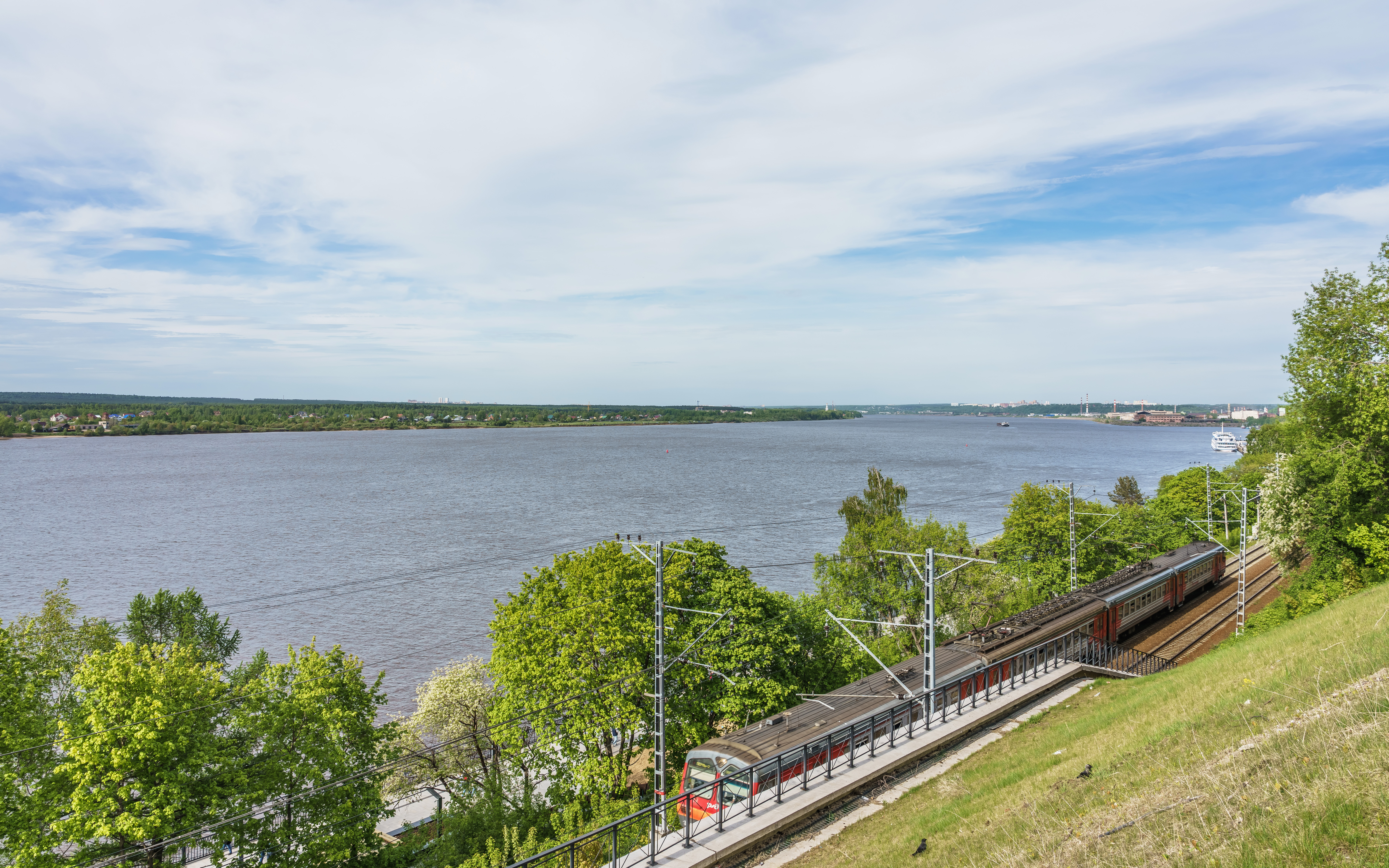
Кама — крупнейшая река Пермского края

Реки Пермского края относятся к бассейну реки Камы, крупнейшего левого притока Волги. В Пермском крае 40 средних размеров и более 29 тысяч небольших рек общей длиной свыше 90 тысяч километров.

## Классификация по длине

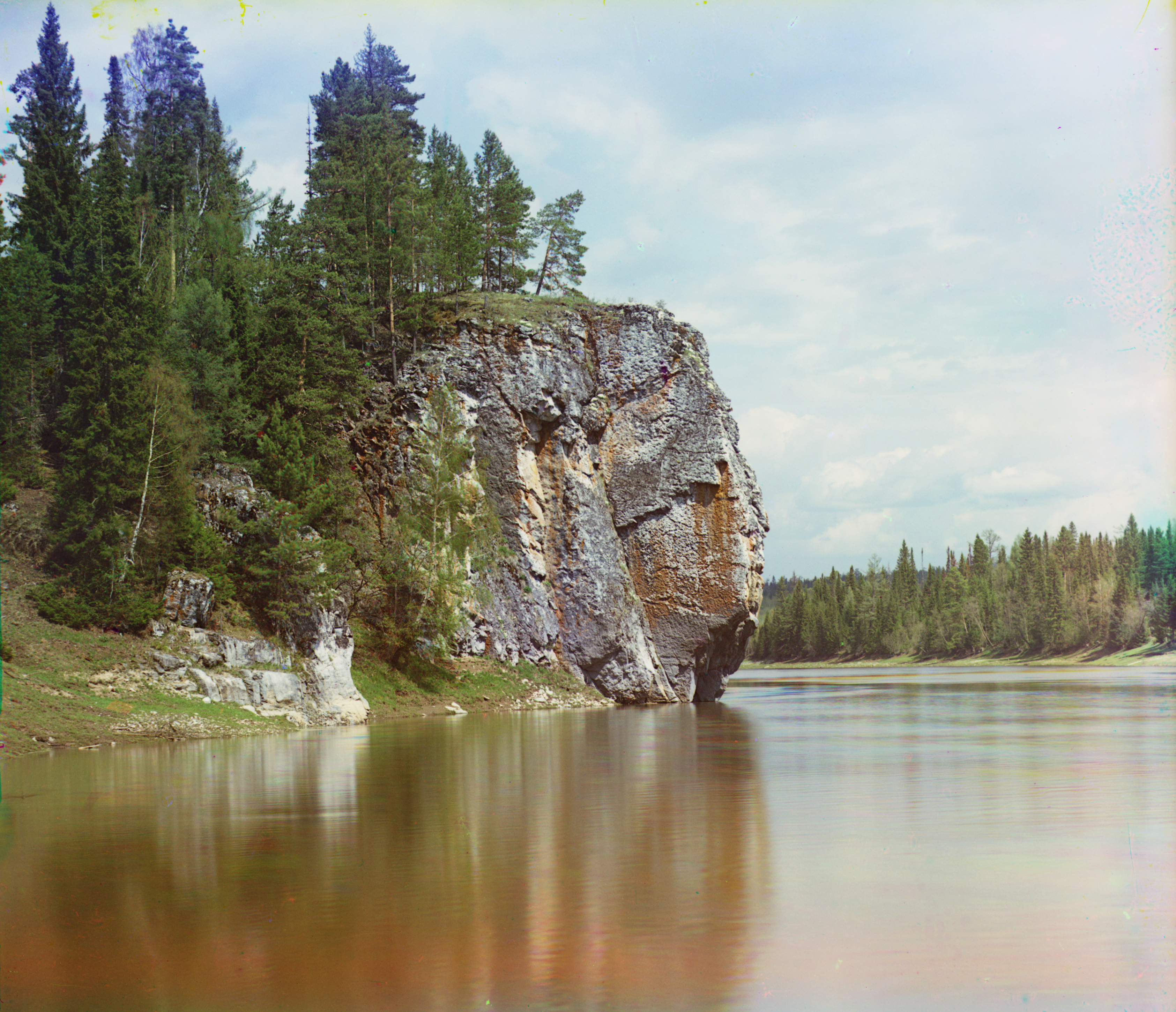
Река Чусовая

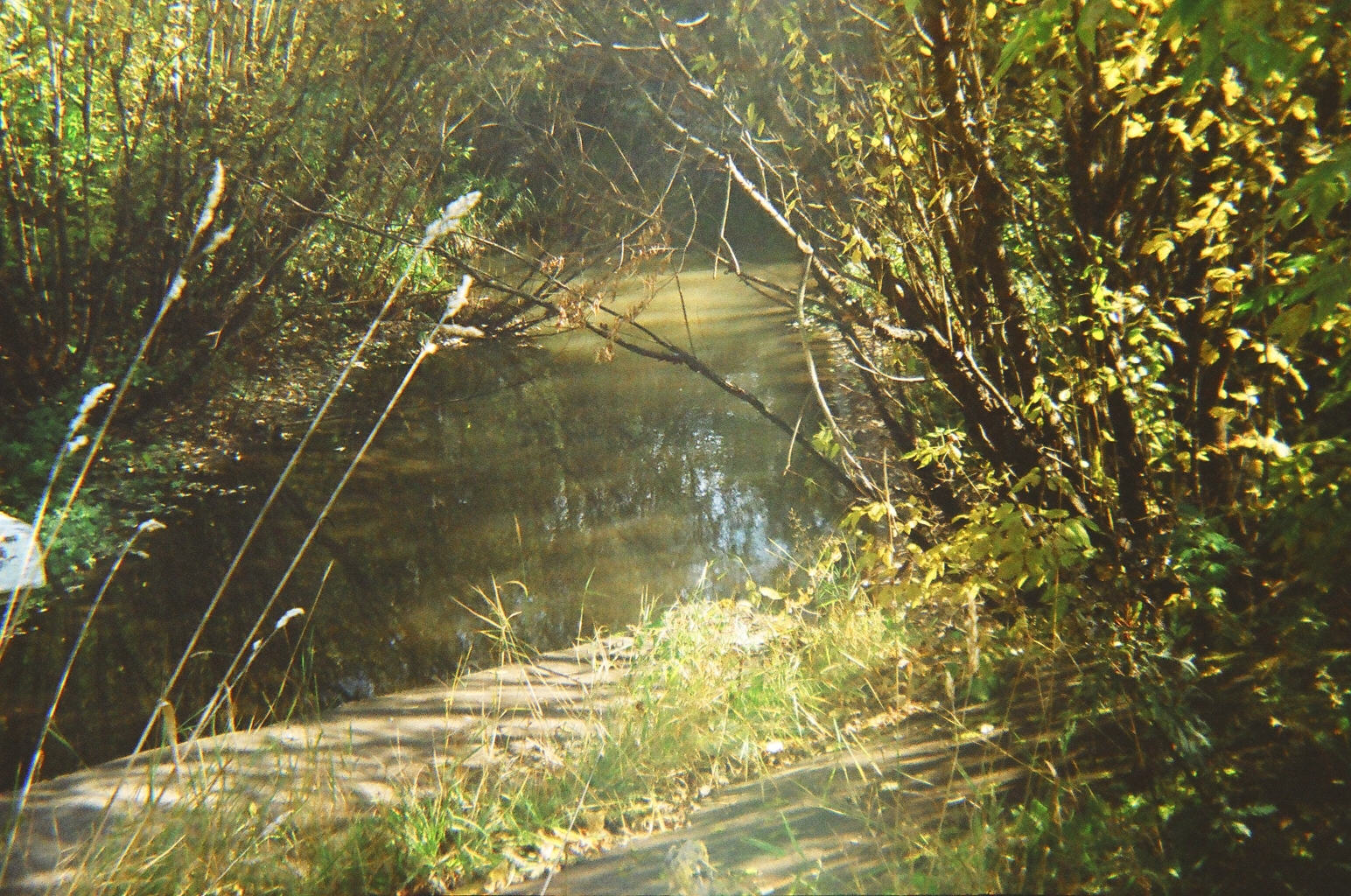
Егошиха — малая река в Перми

Только две реки в Пермском крае относятся к большим рекам (то есть имеют длину более 500 км). Это собственно Кама (1805 км) и её левый приток Чусовая (592 км).
В Пермском крае 40 рек длиной от 100 до 500 км. Крупнейшие из них:
- Сылва — 493 км.
- Вишера — 415 км.
- Колва — 460 км.
- Яйва — 403 км.
- Косьва — 283 км.
- Коса — 267 км.
- Весляна — 266 км.
- Иньва — 257 км.
- Обва — 247 км.
- Тимшор — 235 км
- Пильва — 214 км.
- Койва — 180 км.
- Южная Кельтма — 172 км.
- Язьва — 162 км
- Чёрная — 149 км.
- Серебрянка — 147 км.
- Уролка — 140 км.
- Лупья — 128 км.
- Тулва — 118 км.
- Лысьва — 112 км.
- Полуденный Кондас — 104 км.

## Классификация по характеру
Значительная часть рек Пермского края — равнинные. Это правые притоки Камы — Коса, Уролка, Кондас, Иньва, Обва и другие; и часть левых — Весляна, Лупья, Южная Кельтма, Тулва, Сайгатка. У них извилистое русло и медленное течение.
Левые притоки Камы, берущие начало в Уральских горах, в верхнем течении представляют собой типичные горные реки. Для них характерны быстрое течение с перекатами, порогами и водопадами. На берегах встречаются обнажения камней и живописные скалы (например, Ермак-Камень). В среднем и нижнем течении, на равнине, эти реки теряют горный характер.

## Питание
Питание рек Пермского края более чем на 60 % обеспечивается талыми водами. Поэтому для них характерны продолжительный ледостав, высокое весеннее половодье, низкая летняя и зимняя межень. На севере края, благодаря обширным лесам и мощному снежному покрову, половодье длится дольше чем на юге.

## Топонимика
Названия многих рек Пермского края имеют финно-угорское (коми-пермяцкое) происхождение. Например, часто встречается в названиях корень ва — вода: Сылва, Колва, Яйва, Косьва, Иньва, Обва, Чусовая (от коми-перм. чус — быстрый, ва — вода).
Есть также реки, названия которых происходят из тюркских языков. Например, реки Верхняя Мулянка и Нижняя Мулянка, названия которых происходят от персидского слова «мулла». Исследователи связывают это с татарским князем Маметкулом, который поселился в этой местности до или во время царствования Ивана Грозного и был имамом или муллой.